# هورنبرگ
شهر هورنبرگدر ایالت نیدرزاکسن در کشور آلمان واقع شده‌است.